# Iglesia de San Francisco de Asís (Vitoria)
La iglesia de San Francisco de Asís es un templo religioso de culto católico ubicada en el barrio obrero de Zaramaga, en Vitoria (País Vasco, España).

## Historia
El edificio fue construido entre 1969 y 1970, y fue diseñado por el arquitecto Luis Peña Ganchegui en estilo moderno. La iglesia fue el lugar donde se refugiaron cientos de manifestantes durante la masacre de Vitoria, el 3 de marzo de 1976. La iglesia sufrió daños arquitectónicos por lo que se dejó de dar servicio de misas.
En 2021 el gobierno vasco, la Diputación Foral de Álava, el Ayuntamiento de Vitoria y la Diócesis de Vitoria firmaron un acuerdo por el que la iglesia acogerá el centro memorial a las víctimas de la masacre.

## Uso
El edificio es usado como centro expositivo. En su interior se encuentran imágenes artísticas sobre la represión policial ocurrida en 1976, y se exponen retratos de las víctimas. En una de las salas, se proyecta un documental sobre los sucesos de 1976, administrada por la Asociación de Víctimas y familiares de Víctimas del 3 de Marzo-Martxoak 3 Elkartea.

## Reconocimiento y protección
La iglesia está recogida entre los Lugares de Memoria Democrática por el Ministerio de Política Territorial y Memoria Democrática, debido a los acontecimientos del 3 de marzo de 1976 y se publicó en el BOE como tal el 3 de marzo de 2025.